# Rodrigo Paraná
Rodrigo Paraná (nacido el 25 de enero de 1987) es un futbolista brasileño que actualmente está sin equipo.
Jugó para clubes como el Londrina, Río Claro, São Bento, V-Varen Nagasaki y Giravanz Kitakyushu

## Trayectoria

### Clubes
| Club                | País          | Año         |
| ------------------- | ------------- | ----------- |
| Londrina            | Brasil        | 2007        |
| Ceilândia           | Brasil        | 2008        |
| Río Claro           | Brasil        | 2010 - 2011 |
| URT                 | Brasil        | 2012        |
| Junior Team         | Brasil        | 2012        |
| Río Claro           | Brasil        | 2012 - 2013 |
| São Bento           | Brasil        | 2013        |
| Bucheon FC 1995     | Corea del Sur | 2014 - 2015 |
| V-Varen Nagasaki    | Japón         | 2016        |
| Giravanz Kitakyushu | Japón         | 2016        |
| Río Claro           | Brasil        | 2017        |
| Bucheon FC 1995     | Corea del Sur | 2017        |
| Ubon United         | Tailandia     | 2018        |
| Siheung City FC     | Corea del Sur | 2018        |